# Oľšov
Oľšov es un municipio del distrito de Sabinov en la región de Prešov, Eslovaquia, con una población estimada a final del año 2024 de 366 habitantes.
Se encuentra ubicado en el centro-oeste de la región, en el valle del río Torysa (cuenca hidrográfica del río Tisza).

## Demografía
| Año        | 1994 | 2004     | 2014    | 2024    |
| ---------- | ---- | -------- | ------- | ------- |
| Población  | 359  | 407      | 396     | 366     |
| Diferencia |      | +13,37 % | −2,70 % | −7,57 % |

| Año        | 2023 | 2024    |
| ---------- | ---- | ------- |
| Población  | 364  | 366     |
| Diferencia |      | +0,54 % |